# 武闘の帝王
『武闘の帝王』（ぶとうのていおう）は、溝口敦の著作、及びそれを原作とした日本の映画作品。

## 概要
1992年にカッパ・ノベルスより発行。2007年に小学館文庫で再版された。1993年より3作にわたって映画化された。

## パート1（1993年）

### キャスト
- 加賀重造：清水宏次朗
- 美穂：川島なお美
- 中原：坂上忍
- 木暮：大森嘉之
- 律子：森崎めぐみ
- 徳山：武藤章生
- 村上：三上真一郎
- 中島次郎：新井康弘
- 丹羽：安岡力也
- 大久保利男：志賀勝
- 加賀の部下：渡辺哲

### スタッフ
- 監督：高瀬将嗣
- プロデューサー：新井正勝、神野智
- 企画：夏山静香
- 助監督：岩田守
- 脚本：真壁俊幸
- 原作：溝口敦
- 撮影：喜久村徳章
- 音楽：佐原一哉
- 美術：池田育代
- 照明：才木勝
- 録音：土屋和之
- 編集：鈴木歓
- 製作：シネマパラダイス
- 配給：ヒーロー

## パート2（1994年）

### キャスト
- 加賀重造：清水宏次朗
- 荒巻満：高岡健二
- 笠井祥二：西守正樹
- 遠山沙羅：亜里香
- 佐竹末雄：衣笠健二
- 竹本辰也：長原成樹
- 大久保利男：志賀勝
- 中島次郎：新井康弘
- 田尻弘：汐路章
- 金井茂

### スタッフ
- 監督：高瀬将嗣
- 企画：新井正勝
- プロデューサー：山昌一郎、神野智
- 助監督：井原真治
- 脚本：高田純、西村孝史
- 原作：溝口敦
- 撮影：喜久村徳章
- 音楽：吉田光
- 美術：金勝浩一
- 録音：安藤邦男
- 照明：才木勝
- 編集：菊池純一
- 製作：シネマパラダイス
- 配給：ヒーロー

## 完結編（1995年）

### キャスト
- 加賀重造：清水宏次朗
- ミン（楊明蓮）：久野真紀子
- 楊龍青：ユキオヤマト
- 河本真：塩野谷正幸
- 呉宇森：翁華栄
- 白麗：椎名美里
- 武藤武：苅谷俊介
- 瀬田裕二：梶原聡
- 下川徳二郎：青木義朗
- 堀田篤志：木村栄
- 吉本孝次：山岸哲
- 河本知美：東郷恵利香

### スタッフ
- 監督：祭主恭嗣
- 製作：夏山静香
- プロデューサー：岩田靖久、鎌田賢一、下田淳行
- 助監督：北川篤也
- 脚色：丸山比朗
- 原作：溝口敦
- 撮影：小西泰正
- 音楽：TORTEN RASCH
- 美術：磯見俊裕
- 録音：井家眞紀夫
- 照明：白石宏明
- 編集：菊池純一
- 製作：ツインズ
- 配給；ヒーロー